# 汾西王

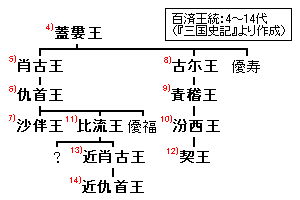
三国史记中的百济世系

汾西王（？—304年）是百濟第十代國王，298年至304年在位。他是第九代王責稽王的長子，寶菓所生。298年9月，責稽王在與樂浪太守的戰鬥中被殺後，由汾西王即位。
汾西王在位期間，繼續與樂浪郡太守發生戰爭。304年2月，汾西王率軍攻佔了樂浪郡西部地區。同年10月，汾西王突然死亡。據《三國史記》記載，汾西王是被樂浪太守派人刺殺。《三国史记》卷二四记载：百济汾西王七年“春二月潜师袭取乐浪西县。冬十月，王为乐浪太守所遣刺客贼害，薨”。
汾西王死後，因王子（即日後的契王）年少，肖古王的後代被臣民推舉登上王位，是為比流王。
根據金富轼所记百济王世系，汾西王在位七年当公元304被殺，現代有觀點認為比流王应在责稽王之前，汾西王七年应为公元344年。